# Marlon Ramsey
Marlon Ramsey (Galveston (Texas), Estados Unidos, 11 de septiembre de 1974) es un atleta estadounidense, especializado en la prueba de 4x400 m en la que llegó a ser campeón mundial en 1995.

## Carrera deportiva
En el Mundial de Gotemburgo 1995 ganó la medalla de oro en los relevos 4x400 metros, con un tiempo de 2:57.32 segundos, llegando a meta por delante de Jamaica (plata) y Nigeria (bronce), siendo sus compañeros de equipo: Derek Mills, Butch Reynolds y Michael Johnson.